# Nothaphoebe pachyphylla
Nothaphoebe pachyphylla är en lagerväxtart som beskrevs av André Joseph Guillaume Henri Kostermans. Nothaphoebe pachyphylla ingår i släktet Nothaphoebe och familjen lagerväxter. Inga underarter finns listade i Catalogue of Life.